# Kalteis (Kobernaußerwald)
Das Kalteis ist ein 734 m ü. A. hoher Berg im Hausruck-und-Kobernaußerwald-Zug im Hausruckviertel in Oberösterreich.

## Lage und Landschaft
Der Gipfel befindet sich im Gemeindegebiet von Pöndorf (Bezirk Vöcklabruck, Südseite). Er liegt in dem Kamm, der vom Hauptkamm des Bergzugs am Hamberg (bis 722 m ü. A.) über die Schranne (727 m ü. A.) nach Süden zieht. Hier am Kalteis teilt sich der Kamm. Südwärts zieht sich ein Rücken zum Meisterholz (711 m ü. A.), der dann vom Bruckwiesenbach zur (Fornacher) Redl umfangen wird. Südwestwärts geht ein zweiter Kamm über die Florianikapelle (691 m) nach Geretseck und läuft dann in den Krenwald bei Straßwalchen aus.
Nordwestlich leitet das Rabenbachtal zum Hochecker Schwemmbachtal und damit zu Mattig und Inn, westlich liegt das Fornacher Redltal, das mit dem Bruckwiesenbach zur Vöckla und über die Ager zur Traun entwässert.
Der Berg wird meist zum Kobernaußerwald (Westteil des Zugs) gerechnet, teilweise auch zum Hausruck (Ostteil) – deren Abgrenzung wird irgendwo hier im Raum gesehen.

## Geschichte und Erschließung
Der Name dürfte slawischen Ursprungs sein, -eis ist eine typisch windische Bildungssilbe.
Im Franziszäischen Kataster der 1830er ist hier noch eine kleine Höhensiedlung Branauer verzeichnet, und ein wichtiger Grenzbaum. Es soll hier ein Wirtshaus gewesen sein.
Heute steht noch eine einzelne Hütte.
Noch früher soll in der Nähe eine Kapelle gestanden haben, so verzeichnet Carl Schütz 1787 südlich Richtung Meisterholz ein St. Wolfgang. Sie dürfte in den 1830ern schon verfallen gewesen sein.
Der Berg ist von allen Seiten auf zahlreichen Forstwegen erreichbar. Am Kamm selbst läuft ebenfalls eine Forststraße. Dadurch ist die Gegend gutes Wander- und Mountainbikegebiet.